# Rybářství Třeboň
Rybářství Třeboň a. s. je česká společnost zabývající se chovem ryb. Byla založena 1. ledna 1994.
Společnost má sídlo v Třeboni poblíž rybníka Svět. Firma vlastní rybí líheň a sádky. Vlastní a provozuje rybářské revíry pro sportovní rybolov a čtyři myslivecké honitby. Společnost je největším výrobcem sladkovodních ryb v České republice s podílem na celkové produkci ryb v ČR asi 15 %. Výrobu, distribuci a prodej výrobků z ryb Rybářství Třeboň a.s. zajišťuje obchodní společnost FISH MARKET a.s.
Společnost hospodaří na 488 rybnících o celkové výměře 8086 ha. Ve vlastnictví má 1343 ha, a zbývající vodmí plochy si pronajímá od měst, obcí a soukromých majitelů. Společnost je vlastníkem Zlaté stoky, která napájí vodou mnoho rybníků společnosti. Rybníky se nachází na území Jihočeského kraje v okresech Jindřichův Hradec, České Budějovice a Tábor. Většina území leží v Chráněné krajinné oblastí Třeboňsko. V regionu dominuje rybníkářství, zemědělství a lesnictví. Průmysl je zastoupen nepatrným podílem. Roční produkce ryb činí cca 3 200 t, z toho je 90 % kapra a 10 % vedlejších druhů ryb. Část pozemků, které v 90. letech získala společnost od státu, byla před únorem 1948 ve vlastnictví vyšebrodských cisterciáků. Tento převod byl z hlediska tehdejších zákonů problematický, pročež ho po schválení církevních restitucí cisterciáci soudně napadli, aby tyto pozemky případně mohli restituovat.
Společnost plní významnou úlohu[zdroj⁠?!] ve vodním hospodářství celé oblasti, zejména v protipovodňové ochraně a retenci vody v krajině. Poskytuje podporu rybářskému a vodohospodářskému školství.

## Střediska
Společnost se dělí na organizační střediska:
- Chlum u Třeboně – obhospodařuje 87 rybníků na celkové ploše 1354 ha, významný je rybník Staňkovský 331 ha (vč. rybníka Špačkov)
- Rožmberk – obhospodařuje 158 rybníků na ploše 2681 ha, významné rybníky jsou Rožmberk 647, Svět 214 ha, Opatovický 165, Kaňov 161,09 ha, Spolský velký 137, Vlkovický 104, Ženich 82, Nový Vdovec 84 ha, Ruda 84 a Lipnický nový 66 ha
- Lomnice – obhospodařuje významné rybníky Velký Tisý 313 ha, Koclířov 202 ha a Dvořiště 387 ha
- Ponědraž – obhospodařuje významné rybníky Bošilecký 200 ha, Horusický velký 438 ha, Záblatský 310 ha a Ponědražský 141 ha
- Rybí líheň Milevsko – hospodaří na 13 rybnících o celkové výměře 35 ha

## Největší rybníky
- Rožmberk 647 ha
- Horusický velký 438 ha
- Dvořiště 388 ha
- Velký Tisý 314 ha
- Záblatský 310 ha
- Staňkovský 273 ha
- Svět 215 ha
- Koclířov 202 ha
- Bošilecký 200 ha
- Opatovický 165 ha
- Káňov 159 ha
- Ponědrážský 142 ha
- Spolský 137 ha
- Vlkovický 105 ha